# Corduente
Corduente település Spanyolországban, Guadalajara tartományban. Corduente Tartanedo, Pardos, Guadalajara, Herrería, Rillo de Gallo, Molina de Aragón, Castilnuevo, Tierzo, Valhermoso, Fuembellida, Zaorejas, Cobeta, Torremocha del Pinar, Selas és Establés községekkel határos. Lakosainak száma 290 fő (2024).

## Népesség
A település népessége az utóbbi években az alábbiak szerint változott:
| Lakosok száma | 446  | 430  | 416  | 411  | 415  | 365  | 364  | 349  | 342  | 290  |
|               | 2001 | 2004 | 2006 | 2009 | 2011 | 2014 | 2016 | 2019 | 2021 | 2024 |